# Бугское (Вознесенский район)
Бу́гское (укр. Бузьке) — село в Вознесенском районе Николаевской области Украины.
Основано в 1790 году. Население по переписи 2001 года составляло 2043 человек. Население по данным 2025 года составляет 1843 человека. Почтовый индекс — 56541. Телефонный код — 5134. Занимает площадь 3,772 км².

## Местный совет
56541, Николаевская обл., Вознесенский р-н, с. Бугское, пл. Центральная, 1